# Leucobrephos resoluta
Leucobrephos resoluta là một loài bướm đêm trong họ Geometridae.